# Неприе
Неприе — деревня в Осташковском городском округе Тверской области.

## География
Находится в западной части Тверской области на расстоянии приблизительно 9 км на север-северо-запад по прямой от города Осташков на западном берегу озера Селигер.

## История
Деревня была показана ещё на карте 1825 года. В 1859 году здесь (деревня Осташковского уезда) было учтено 27 дворов, в 1941 — 57. В советское время работали колхозы «15-й год Октября», им. Куйбышева и совхоз «Ботовский». В 1950 году отмечено было 30 хозяйств, в 1989 — 10. До 2017 года входила в Ботовское сельское поселение Осташковского района до их упразднения.

## Достопримечательности
Напротив деревни от протоки Неприе через остров Хачин в сторону Нило-Столобенского монастыря уходит 200-метровый канал Нектариева копанка или просто Копанка. Канал прорыт монахами Ниловой пустыни и жителями западного побережья в XVII веке. По этому каналу на строительство Ниловой пустыни доставляли кирпич, который обжигали на полуострове Коровьем.

## Население
Численность населения: 184 человека (1859 год), 79 (1950), 16 (1989), 7 (русские 100 %) 2002 году, 25 в 2010.